# Gerd Peter Werner
Gerd Peter Werner (* 16. September 1938 in Wernigerode; † 15. Januar 2019) war ein deutscher Politiker. Er war der zweite schleswig-holsteinische Bundestagsabgeordnete der Grünen.

## Leben
Werner lebte seit 1967 auf Sylt und praktizierte als Heilpraktiker. Er war zunächst bis etwa 1973 Mitglied der SPD und seit 1970 in Bürgerinitiativen und seit 1974 (in Westerland) in umweltschutzorientierten Wählerinitiativen tätig. 1978 gehörte Werner zu den Mitbegründern der „Grünen Liste Nordfriesland“ (GLNF), die in seinem Heimatlandkreis Nordfriesland erfolgreich antrat und auf deren Liste er ein Kreistagsmandat erzielte. Daraufhin war er auch an der Gründung der Grünen Liste Schleswig-Holstein (GLSH) im Jahr 1979 und der folgenden Gründung der Grünen auf Bundesebene im Jahr 1980 beteiligt, hatte seine Wurzeln also in der eher konservativen Grünen Liste, die zu den Gründungsmitgliedern der Bundespartei gehörte, sich in den ersten Jahren nach der Gründung aber von dem linken Programm und dem Landesverband der Partei abgrenzte und gegen die Grünen antrat, bevor sie 1982 Teil des Landesverbandes wurde.
Am 16. April 1985 rückte Werner im Rahmen der Rotation für den ausscheidenden Walter Sauermilch in den 10. Bundestag nach. Nach dem Ablauf seines Bundestagsmandats im Jahr 1987 hatte Werner keine weiteren Ambitionen auf die Bundespolitik und war bis zu seinem Lebensende partei- und kommunalpolitisch auf der Insel Sylt aktiv: Mit seinem fortgesetzten Engagement erwarb er sich Spitznamen wie „Mr. Bürgerinitiative“, da er jahrzehntelang an praktisch allen Sylter Bürgerinitiativen mitwirkte. Besonderen Wert legte er auf regelmäßiges Mahnen gegen Atomenergie. Im März 2011 initiierte er nach der Nuklearkatastrophe von Fukushima Mahnwachen auf Sylt, die er bis Dezember 2018 leitete.